# Offensive de Khazir
Seconde guerre civile irakienne
L'offensive de Khazir a eu lieu du 29 au 30 mai 2016, lors de la seconde guerre civile irakienne. Cette opération permet aux peshmergas de prendre neuf villages à l'État islamique dans la région de la rivière Khazir, à l'est de Qaraqosh.

## Déroulement
L'offensive est lancée le 30 mai 2016 avant l'aube, à 4 h 30 du matin, depuis le camp de Hasan Sham, sur le front de Khazir,,,,. Elle est dirigée par le général Sirwan Barzani et le général Aziz Weysi, commandant des Zeravani, les troupes d'élite kurdes,. 5 500 peshmergas sont engagés dans les combats avec le soutien des forces aériennes de la coalition,. Les forces kurdes sont également aidées et conseillées par des soldats du Régiment d'opérations spéciales du Canada et de la BFC Petawawa.
L'offensive est menée dans la région de Khazir, au sud du Grand Zab,. Cette zone avait été prise par les djihadistes en 2014, ce qui avait provoqué la fuite de tous les villageois, majoritairement Shabaks et Kakaïs,,.
Trois villages, dont Zahrat Khatun, Tall Aswad, et une partie de Mufti, sont pris le matin du 29 mai à 10 heures du matin par les peshmergas,,. Le 30, ils s'emparent de six autres villages Wardak, Gezekan et Tulaband, où les combats s'achèvent en fin de journée,,.
Au terme de cette courte offensive, les Kurdes ont le contrôle de neuf villages —  Mufti, Tall Aswad, le Haut Zahrat Khatun, le Bas Zahrat Khatun, Tulandand, Gezekan, Chamakor, Kullabur et Wardak — sur une zone d'environ 120 km2, près de la route principale entre Mossoul et Erbil,. Les peshmergas ne sont alors plus qu'à cinq kilomètres des villes chrétiennes de Karamlech et Qaraqosh.

## Les pertes
Selon le communiqué du Conseil de sécurité de la région autonome du Kurdistan irakien, le bilan de l'opération est de 140 djihadistes tués et 14 VBIED détruits, tandis que les pertes des peshmergas sont de 4 morts et 34 blessés,,. Un général de brigade kurde, Rizgar Agha ou Rezgar Mohammed Amin, qui avait pris part à la bataille de Kobané, figure parmi les morts,.

### Photographies
- Charlie Duplan, « Voilà à quoi ressemble une offensive contre Daech en Irak », Slate, 10 juin 2016.